# Evans Maurin
Evans Fabrice Maurin (Charenton-le-Pont, 30 marzo 2001) è un calciatore francese, attaccante del Grasshoppers.

## Carriera
È cresciuto nel settore giovanile del Drancy. Nel 2020 è stato acquistato dal Chiasso, con cui ha debuttato il 7 agosto 2021 nell'incontro di Promotion League vinto 3-0 contro lo Stade Nyonnais. Il 28 agosto seguente ha segnato i suoi primi gol realizzando una doppietta nel successo per 5-0 sul Rapperswil-Jona.
Nel febbraio del 2023 è passato a titolo definitivo all'Yverdon, con cui al termine della stagione ha ottenuto la promozione in Super League. Il 1º luglio del 2024 ha firmato con il Grasshoppers.

## Statistiche

### Presenze e reti nei club
Statistiche aggiornate al 2 marzo 2025.
| Stagione          | Squadra           | Campionato        | Campionato | Campionato | Coppe nazionali | Coppe nazionali | Coppe nazionali | Coppe continentali | Coppe continentali | Coppe continentali | Altre coppe | Altre coppe | Altre coppe | Totale | Totale | Totale |
| Stagione          | Squadra           | Comp              | Pres       | Reti       | Comp            | Pres            | Reti            | Comp               | Pres               | Reti               | Comp        | Pres        | Reti        | Pres   | Reti   |        |
| ----------------- | ----------------- | ----------------- | ---------- | ---------- | --------------- | --------------- | --------------- | ------------------ | ------------------ | ------------------ | ----------- | ----------- | ----------- | ------ | ------ | ------ |
| 2021-2022         | Chiasso           | PL                | 28         | 17         | CS              | 1               | 2               | -                  | -                  | -                  | -           | -           | -           | 29     | 19     |        |
| 2022-gen. 2023    | Chiasso           | PL                | 2          | 0          | CS              | 1               | 0               | -                  | -                  | -                  | -           | -           | -           | 3      | 0      |        |
| Totale Chiasso    | Totale Chiasso    | Totale Chiasso    | 30         | 17         |                 | 2               | 2               |                    | -                  | -                  |             | -           | -           | 32     | 19     |        |
| gen.-giu. 2023    | Yverdon II        | 2L                | 2          | 3          | -               | -               | -               | -                  | -                  | -                  | -           | -           | -           | 2      | 3      |        |
| 2023-2024         | Yverdon II        | 1L                | 1          | 0          | -               | -               | -               | -                  | -                  | -                  | -           | -           | -           | 1      | 0      |        |
| Totale Yverdon II | Totale Yverdon II | Totale Yverdon II | 3          | 3          |                 | -               | -               |                    | -                  | -                  |             | -           | -           | 3      | 3      |        |
| gen.-giu. 2023    | Yverdon           | ChL               | 5          | 0          | CS              | 0               | 0               | -                  | -                  | -                  | -           | -           | -           | 5      | 0      |        |
| 2023-2024         | Yverdon           | SL                | 11         | 2          | CS              | 1               | 1               | -                  | -                  | -                  | -           | -           | -           | 12     | 3      |        |
| Totale Yverdon    | Totale Yverdon    | Totale Yverdon    | 16         | 2          |                 | 1               | 1               |                    | -                  | -                  |             | -           | -           | 17     | 3      |        |
| 2024-2025         | Grasshoppers II   | 1L                | 1          | 2          | -               | -               | -               | -                  | -                  | -                  | -           | -           | -           | 1      | 2      |        |
| 2024-2025         | Grasshoppers      | SL                | 14         | 1          | CS              | 2               | 0               | -                  | -                  | -                  | -           | -           | -           | 16     | 1      |        |
| Totale carriera   | Totale carriera   | Totale carriera   | 64         | 35         |                 | 5               | 3               |                    | -                  | -                  |             | -           | -           | 69     | 38     |        |

## Palmarès
- Seconda Lega interregionale: 1

Yverdon II: 2022-2023 (girone 1)
- Challenge League: 1

Yverdon: 2022-2023